# Andreas Cvetko
Andreas Cvetko (* 15. Dezember 1963) ist ein ehemaliger österreichischer Fußballspieler.

## Karriere

### Verein
Cvetko debütierte im Oktober 1982 für den Bundesligisten SK Austria Klagenfurt in der 1. Division, als er am zehnten Spieltag der Saison 1982/83 gegen den Wiener Sport-Club in der 70. Minute für Peter Hrstic eingewechselt wurde. In vier Spielzeiten mit der Klagenfurter Austria in der 1. Division kam er zu 65 Einsätzen.
Zur Saison 1986/87 schloss er sich dem Ligakonkurrenten Grazer AK an. Für die Steirer spielte er 13 Mal in der höchsten Spielklasse, ehe er nach einem halben Jahr beim GAK zum Zweitligisten SK Vorwärts Steyr wechselte. Mit den Steyrern stieg er 1988 in die 1. Division auf. Nach der Saison 1988/89 verließ er den Verein.

### Nationalmannschaft
Cvetko nahm 1983 mit der österreichischen U-20-Auswahl an der Junioren-WM teil. Bei dieser kam er in allen drei Spielen Österreichs zum Einsatz und schied mit seinem Land in der Gruppenphase aus. Zwischen 1984 und 1985 spielte er außerdem noch für die U-21-Mannschaft.

## Persönliches
Sein Sohn Christopher (* 1997) ist ebenfalls Fußballspieler.